# Умань (ракетний катер)

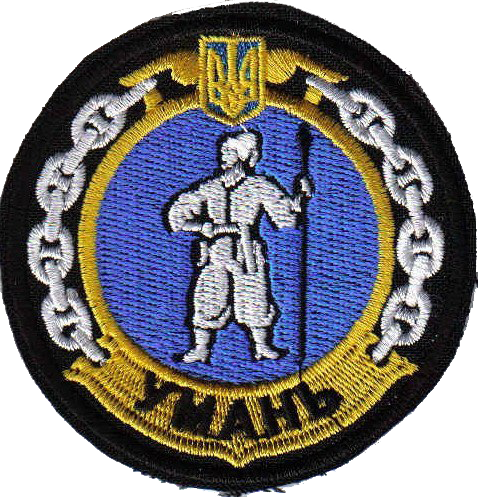

Умань (б/н U152) — ракетний катер проєкту 206МР (шифр «Віхрь», англ. Matka class за класифікацією НАТО) Військово-Морських Сил Збройних Сил України, до 1995 року — Р-260 Чорноморського флоту СРСР.

## Особливості проєкту
Проєкт ракетного катера на підводних крилах 206МР — еволюційна версія великого торпедного катера проєкту 206М, розробленого у 1955 році. Надбудови зроблені з легких сплавів.
Катер має гладкопалубний сталевий корпус з носовою малопогруженним крилом. Корпус розділяється на десять відсіків дев'ятьма водонепроникними переборками. Корпусу в надводній частині була придана незвичайна форма: для поліпшення умов змиву палуби при радіоактивному забрудненні стик палуби з бортом спеціально скруглений.
Двигуни розташовані в п'ятому та сьомому відсіках, пост дистанційного керування механізмами — в сьомому відсіку. Морехідні якості катера забезпечують можливість його використання без обмежень по швидкості при хвилюванні моря до 4 балів включно і на швидкостях до 30 вузлів при хвилюванні моря 5 балів.
Головний ударний комплекс катера — дві пускові установки протикорабельних ракет П-15М масою 2,5 тонни, дальністю стрільби 80 км і вагою бойової частини 513 кг. Ракетні катери проєкту 206МР призначені для ураження бойових кораблів, транспортів і десантних засобів противника в морі та місцях їх базування в ближній морській зоні.

## Історія
Ракетний катер Р-260 (заводський № 246) був побудований на Средне-Невському суднобудівельному заводі. Спущений на воду у 1979 року. До 30 грудня 1995 року знаходився у складі ВМФ СРСР — входив до складу 296-го дивізіону малих ракетних кораблів 41-ї бригади ракетних катерів Чорноморського флоту з базуванням у Чорноморському. За наказом штабу флоту, переслідував СКР-112, який виконував несанкціонований перехід в Одесу 21 липня 1992 року. З 1993 року — у відстої.
У грудні 1995 року, згідно з українсько-російською угодою про параметри розподілу Чорноморського флоту, ракетний катер був переданий у склад Військово-Морських Сил України. У ВМС України корабель отримав назву «Умань» (б/н U152). Названий на честь міста Умань Черкаської області. У бойовий склад ВМС катер так і не був введений, і після тривалого відстою у 2008 році був виключений зі списків і проданий на метал приватній фірмі.
Корпус ракетного катера зі зрізаними надбудовами у грудні 2008 року був відігнаний до причалів приватної суднорозділочної фірми в бухті Стрілецькій. Там він простояв аж до кінця грудня 2010 року, коли від надходження забортної води всередину корпусу він затонув біля причалу. У вересні 2011 року, після проведення підйомних робіт корпус катера був відігнаний на Севастопольський морський завод.